# ساندار تیلور
ساندار تیلور (انگلیسی: Sandra Taylor؛ زادهٔ ۲۶ دسامبر ۱۹۶۶) یک هنرپیشه اهل ایالات متحده آمریکا است. 